# Liga das Nações da CONCACAF A de 2019–20
A Liga das Nações da CONCACAF A de 2019–20 foi a primeira divisão da edição 2019–20 da Liga das Nações da CONCACAF, a temporada inaugural da competição de futebol que envolve as 41 seleções nacionais masculinas de futebol da CONCACAF.

## Formato
A Liga A é composta por 12 seleções, com as 6 seleções que participaram da quinta fase das Eliminatórias da Copa do Mundo FIFA de 2018 e as outras 6 que se juntaram após as Eliminatórias para a Liga das Nações da CONCACAF de 2019–20. A competição será dividida em quatro grupos com três equipes cada. As equipes competirão jogando contra as outras do seu grupo em casa e fora, durante as datas FIFA de setembro, outubro e novembro de 2019. Os primeiros colocados de cada grupo irão se classificar para a fase semifinal, enquanto os últimos colocados de cada grupo serão rebaixados para a Liga B.
Em setembro de 2019 a CONCACAF anunciou que a Liga das Nações servirá como eliminatória para a Copa Ouro da CONCACAF de 2021 (nenhuma seleção irá se classificar automaticamente). Os dois melhores colocados de cada um dos grupos da Liga A se classificam para a Copa Ouro, enquanto os terceiros colocados irão participar de uma eliminatória.

### Sorteio
As seleções foram divididas nos potes da Liga A de acordo com sua posição no Ranking da CONCACAF de novembro de 2018.
| Seleção        | Pts   | Rank |
| -------------- | ----- | ---- |
| México         | 1.998 | 1    |
| Estados Unidos | 1.863 | 2    |
| Costa Rica     | 1.752 | 3    |
| Honduras       | 1.630 | 4    |

| Seleção           | Pts   | Rank |
| ----------------- | ----- | ---- |
| Panamá            | 1.579 | 5    |
| Canadá            | 1.471 | 7    |
| Haiti             | 1.359 | 10   |
| Trinidad e Tobago | 1.342 | 11   |

| Seleção   | Pts   | Rank |
| --------- | ----- | ---- |
| Martinica | 1.286 | 12   |
| Cuba      | 1.152 | 13   |
| Curaçau   | 1.079 | 15   |
| Bermudas  | 865   | 23   |

O sorteio da fase de grupos aconteceu no The Chelsea em Las Vegas, Estados Unidos, em 27 de março de 2019.

## Grupos
A lista de partidas foi confirmada pela CONCACAF em 21 de maio de 2019.
| Legenda | Legenda                                                                                                 |
| ------- | --- |
|         | Seleções classificadas a fase final e para a Copa Ouro de 2021                                          |
|         | Seleções classificadas para a Copa Ouro de 2021                                                         |
|         | Rebaixamento a Liga B de 2021–22 Avança para a primeira fase das eliminatórias para a Copa Ouro de 2021 |

### Grupo A
| Pos. | Seleção        | Pts | J | V | E | D | GP | GC | SG  |
| ---- | -------------- | --- | - | - | - | - | -- | -- | --- |
| 1    | Estados Unidos | 9   | 4 | 3 | 0 | 1 | 15 | 3  | +12 |
| 2    | Canadá         | 9   | 4 | 3 | 0 | 1 | 10 | 4  | +6  |
| 3    | Cuba           | 0   | 4 | 0 | 0 | 4 | 0  | 18 | –18 |

|                | Estados Unidos | Canadá | Cuba |
| -------------- | -------------- | ------ | ---- |
| Estados Unidos |                | 4–1    | 7–0  |
| Canadá         | 2–0            |        | 6–0  |
| Cuba           | 0–4            | 0–1    |      |

| 7 de setembro de 2019 | Canadá                                                           | 6 – 0     | Cuba | BMO Field, Toronto              |
| 20:00 (UTC−4)         | Hoilett 13', 50', 82' (pen) · David 22' · Osorio 52' · Henry 65' | Relatório |      | Árbitro: MEX Fernando Hernández |

| 10 de setembro de 2019 | Cuba | 0 – 1     | Canadá    | Complexo Esportivo Truman Bodden, George Town (Ilhas Cayman) |
| 19:15 (UTC−4)          |      | Relatório | Davies 9' | Árbitro: GUA Mario Escobar                                   |

| 11 de outubro de 2019 | Estados Unidos                                                                        | 7 – 0     | Cuba | Audi Field, Washington, D.C. |
| 19:06 (UTC−4)         | McKennie 1', 5', 13' · Morris 9' · Ramos 37' (g.c.) · Sargent 40' · Pulisic 62' (pen) | Relatório |      | Árbitro: PUR José Torres     |

| 15 de outubro de 2019 | Canadá                       | 2 – 0     | Estados Unidos | BMO Field, Toronto            |
| 19:30 (UTC−4)         | Davies 63' · Cavallini 90+1' | Relatório |                | Árbitro: JAM Daneon Parchment |

| 15 de novembro de 2019 | Estados Unidos                         | 4 – 1     | Canadá      | Exploria Stadium, Orlando       |
| 19:00 (UTC−4)          | Morris 2' · Zardes 23', 89' · Long 34' | Relatório | Vitória 72' | Árbitro: MEX César Arturo Ramos |

| 19 de novembro de 2019 | Cuba | 0 – 4     | Estados Unidos                    | Complexo Esportivo Truman Bodden, George Town (Ilhas Cayman) |
| 19:30 (UTC−4)          |      | Relatório | Sargent 1', 66' · Morris 26', 39' | Árbitro: PAN John Pitti                                      |

### Grupo B
| Pos. | Seleção  | Pts | J | V | E | D | GP | GC | SG  |
| ---- | -------- | --- | - | - | - | - | -- | -- | --- |
| 1    | México   | 12  | 4 | 4 | 0 | 0 | 13 | 3  | +10 |
| 2    | Panamá   | 3   | 4 | 1 | 0 | 3 | 5  | 9  | –4  |
| 3    | Bermudas | 3   | 4 | 1 | 0 | 3 | 5  | 11 | –6  |

|          | México | Panamá | Bermudas |
| -------- | ------ | ------ | -------- |
| México   |        | 3–1    | 2–1      |
| Panamá   | 0–3    |        | 0–2      |
| Bermudas | 1–5    | 1–4    |          |

| 5 de setembro de 2019 | Bermudas            | 1 – 4     | Panamá                                               | Estádio Nacional, Hamilton |
| 19:00 (UTC−3)         | Cummings 44' (g.c.) | Relatório | Torres 31', 66' · Blackburn 45' · Carrasquilla 90+3' | Árbitro: HON Raúl Castro   |

| 8 de setembro de 2019 | Panamá | 0 – 2     | Bermudas       | Estádio Rommel Fernández, Cidade do Panamá |
| 20:00 (UTC−5)         |        | Relatório | Wells 22', 61' | Árbitro: NCA Nitzar Sandoval               |

| 11 de outubro de 2019 | Bermudas  | 1 – 5     | México                                                    | Estádio Nacional, Hamilton  |
| 22:00 (UTC−3)         | Wells 57' | Relatório | Antuna 25' · Macías 45+2', 54' · Lozano 60' · Herrera 71' | Árbitro: CRC Henry Bejarano |

| 15 de outubro de 2019 | México                                    | 3 – 1     | Panamá             | Estádio Azteca, Cidade do México |
| 20:30 (UTC−5)         | Alvarado 28' · Macías 75' · Pizarro 90+2' | Relatório | Salcedo 42' (g.c.) | Árbitro: SLV Iván Barton         |

| 15 de novembro de 2019 | Panamá | 0 – 3     | México                              | Estádio Rommel Fernández, Cidade do Panamá |
| 21:00 (UTC−4)          |        | Relatório | Jiménez 8', 85' (pen) · Álvarez 70' | Árbitro: CRC Ricardo Montero               |

| 19 de novembro de 2019 | México                     | 2 – 1     | Bermudas     | Estádio Nemesio Díez, Toluca |
| 20:30 (UTC−5)          | Córdova 27' · Antuna 90+3' | Relatório | Leverock 10' | Árbitro: SLV Ismael Cornejo  |

### Grupo C
| Pos. | Seleção           | Pts | J | V | E | D | GP | GC | SG |
| ---- | ----------------- | --- | - | - | - | - | -- | -- | -- |
| 1    | Honduras          | 10  | 4 | 3 | 1 | 0 | 8  | 1  | +7 |
| 2    | Martinica         | 3   | 4 | 0 | 3 | 1 | 4  | 5  | –1 |
| 3    | Trinidad e Tobago | 2   | 4 | 0 | 2 | 2 | 3  | 9  | –6 |

|                   | Honduras | Trindade e Tobago | Martinica |
| ----------------- | -------- | ----------------- | --------- |
| Honduras          |          | 4–0               | 1–0       |
| Trinidad e Tobago | 0–2      |                   | 2–2       |
| Martinica         | 1–1      | 1–1               |           |

| 6 de setembro de 2019 | Martinica    | 1 – 1     | Trinidad e Tobago  | Stade Pierre-Aliker, Fort-de-France |
| 18:00 (UTC−4)         | Mandouki 41' | Relatório | J. Jones 66' (pen) | Árbitro: PAN José Kellys            |

| 9 de setembro de 2019 | Trinidad e Tobago       | 2 – 2     | Martinica                   | Estádio Hasely Crawford, Port of Spain |
| 21:00 (UTC−4)         | Molino 17' · Telfer 46' | Relatório | Carr 60' (g.c.) · Delem 80' | Árbitro: MEX Diego Montaño             |

| 10 de outubro de 2019 | Trinidad e Tobago | 0 – 2     | Honduras                | Estádio Hasely Crawford, Port of Spain |
| 19:00 (UTC−4)         |                   | Relatório | Moya 52' · Martínez 90' | Árbitro: GUA Mario Escobar             |

| 13 de outubro de 2019 | Honduras             | 1 – 0     | Martinica | Estádio Olímpico Metropolitano, San Pedro Sula |
| 20:00 (UTC−6)         | Barthéléry 4' (g.c.) | Relatório |           | Árbitro: MEX Adonai Escobedo                   |

| 14 de novembro de 2019 | Martinica  | 1 – 1     | Honduras  | Stade Pierre-Aliker, Fort-de-France |
| 21:00 (UTC−4)          | Rivière 6' | Relatório | Mejía 65' | Árbitro: USA Ted Unkel              |

| 17 de novembro de 2019 | Honduras                                   | 4 – 0     | Trinidad e Tobago | Estádio Olímpico Metropolitano, San Pedro Sula |
| 19:00 (UTC−6)          | Toro 5' · Moya 20' · Elis 45+2' (pen), 54' | Relatório |                   | Árbitro: SLV Joel Aguilar                      |

### Grupo D
| Pos. | Seleção    | Pts | J | V | E | D | GP | GC | SG |
| ---- | ---------- | --- | - | - | - | - | -- | -- | -- |
| 1    | Costa Rica | 6   | 4 | 1 | 3 | 0 | 4  | 3  | +1 |
| 2    | Curaçau    | 5   | 4 | 1 | 2 | 1 | 3  | 3  | 0  |
| 3    | Haiti      | 3   | 4 | 0 | 3 | 1 | 3  | 4  | –1 |

|            | Costa Rica | Haiti | Curaçau |
| ---------- | ---------- | ----- | ------- |
| Costa Rica |            | 1–1   | 0–0     |
| Haiti      | 1–1        |       | 1–1     |
| Curaçao    | 1–2        | 1–0   |         |

| 7 de setembro de 2019 | Curaçau  | 1 – 0     | Haiti | Estádio Ergilio Hato, Willemstad |
| 18:00 (UTC−4)         | Hooi 70' | Relatório |       | Árbitro: CRC Keylor Herrera      |

| 10 de setembro de 2019 | Haiti       | 1 – 1     | Curaçau  | Stade Sylvio Cator, Porto Príncipe |
| 18:00 (UTC−4)          | Pierrot 15' | Relatório | Hooi 41' | Árbitro: GUA Walter López          |

| 10 de outubro de 2019 | Haiti       | 1 – 1     | Costa Rica | Thomas Robinson Stadium, Nassau (Bahamas) |
| 21:00 (UTC−4)         | Pierrot 82' | Relatório | Ortiz 53'  | Árbitro: CAN Drew Fischer                 |

| 13 de outubro de 2019 | Costa Rica | 0 – 0     | Curaçau | Estádio Alejandro Morera Soto, Alajuela |
| 18:00 (UTC−6)         |            | Relatório |         | Árbitro: USA Armando Villarreal         |

| 14 de novembro de 2019 | Curaçau   | 1 – 2     | Costa Rica                    | Estádio Ergilio Hato, Willemstad |
| 19:30 (UTC−4)          | Janga 20' | Relatório | Venegas 14' (pen) · Calvo 83' | Árbitro: MEX Marco Ortiz         |

| 17 de novembro de 2019 | Costa Rica | 1 – 1     | Haiti           | Estádio Ricardo Saprissa Aymá, Tibás |
| 17:00 (UTC−6)          | Calvo 27'  | Relatório | Nazon 38' (pen) | Árbitro: HON Said Martínez           |

## Fase final

### Ranking
As quatro seleções serão ranqueadas baseadas nos seus resultados na fase de grupos para determinar os confrontos das semifinais.
| Pos. | Seleção        | Pts | J | V | E | D | GP | GC | SG  | Grupo |
| ---- | -------------- | --- | - | - | - | - | -- | -- | --- | ----- |
| 1    | México         | 12  | 4 | 4 | 0 | 0 | 13 | 3  | +10 | B     |
| 2    | Honduras       | 10  | 4 | 3 | 1 | 0 | 8  | 1  | +7  | C     |
| 3    | Estados Unidos | 9   | 4 | 3 | 0 | 1 | 10 | 4  | +6  | A     |
| 4    | Costa Rica     | 6   | 4 | 1 | 3 | 0 | 4  | 3  | +1  | D     |

### Chaveamento
|  | Semifinais     | Semifinais     | Semifinais |        |                | Final          | Final | Final |  |
|  |                |                |            |        |                |                |       |       |  |
|  | Honduras       | Honduras       | 0          |        |                |                |       |       |  |
|  | Honduras       | Honduras       | 0          |        |                |                |       |       |  |
|  | Estados Unidos | Estados Unidos | 1          |        |                |                |       |       |  |
|  | Estados Unidos | Estados Unidos | 1          |        | Estados Unidos | Estados Unidos | 3     |       |  |
|  |                |                |            |        | Estados Unidos | Estados Unidos | 3     |       |  |
|  |                |                | México     | México | 2              |                |       |       |  |
|  | México (p)     | México (p)     | México     | México | 2              | 0 (5)          |       |       |  |
|  | México (p)     | México (p)     |            |        |                |                |       |       |  |
|  | Costa Rica     | Costa Rica     | 0 (4)      |        |                |                |       |       |  |

Todas as partidas seguem o fuso horário UTC−6.

### Semifinais
| 3 de junho de 2021 | Honduras | 0 – 1     | Estados Unidos | Empower Field at Mile High, Denver |
| 17:30              |          | Relatório | Pefok 89'      | Árbitro: JAM Oshane Nation         |

| 3 de junho de 2021 | México | 0 – 0     | Costa Rica | Empower Field at Mile High, Denver |
| 20:00              |        | Relatório |            | Árbitro: GUA Bryan López           |

|                                           |       | Penalidades                               |  |
| Antuna Lozano Pineda Pulido Romo Gallardo | 5 – 4 | Venegas Duarte Alfaro Lassiter Calvo Cruz |  |

### Disputa pelo terceiro lugar
| 6 de junho de 2021 | Honduras                    | 2 – 2     | Costa Rica              | Empower Field at Mile High, Denver      |
| 16:30              | E. Rodríguez 48' · Elis 80' | Relatório | Campbell 8' · Calvo 85' | Público: 37 648 Árbitro: GRN Reon Radix |

|                                             |       | Penalidades                               |  |
| A. López Elis Benguché Toro Acosta Alvarado | 5 – 4 | Venegas Calvo Lassiter Torres Mora Tejeda |  |

### Final
| 6 de junho de 2021 | Estados Unidos                                | 3 – 2     | México                 | Empower Field at Mile High, Denver      |
| 19:00              | Reyna 27' · McKennie 82' · Pulisic 114' (pen) | Relatório | Corona 2' · Laynez 79' | Público: 37 648 Árbitro: PAN John Pitti |